# Michaił Czebodajew
Michaił Iwanowicz Czebodajew (ros. Михаил Иванович Чебодаев, ur. 10 lipca 1922 we wsi Ułus Kandyrna w Chakasji, zm. 25 lutego 1945 na Litwie) – radziecki wojskowy, czerwonoarmista, Bohater Związku Radzieckiego (1943).

## Życiorys
Urodził się w chakaskiej rodzinie chłopskiej. Ukończył szkołę pedagogiczną w Abakanie i pracował jako nauczyciel wiejski, w grudniu 1941 został powołany do Armii Czerwonej, od lipca 1942 walczył w wojnie z Niemcami. Uczestniczył w zwycięskich bitwach pod Woroneżem, Charkowem, Kijowem i walkach w krajach bałtyckich, w nocy na 22 września 1943 jako wywiadowca 955 pułku piechoty 399 Dywizji Piechoty 40 Armii Frontu Woroneskiego był jednym z pierwszych, którzy sforsowali Dniepr w rejonie kaharłyckim w obwodzie kijowskim, i brał udział w odpieraniu kontrataku wroga. 25 lutego 1945 zginął w walce na Litwie. Jego imieniem nazwano ulice w Abakanie, Czernogorsku, Szkudach, wsi Askiz i wiele szkół w Chakasji.

## Odznaczenia
- Złota Gwiazda Bohatera Związku Radzieckiego (23 października 1943)
- Order Lenina (23 października 1943)
- Order Czerwonej Gwiazdy

I medal.